# X/Open
X/Open(현재 이름: X/Open Company, Ltd, 과거 이름: Open Group for Unix Systems)은 정보기술 분야에 개방형 표준을 식별, 장려하기 위해 1984년 유럽의 여러 유닉스 시스템 제조업체들이 설립한 연합체이다. 더 구체적으로 말해, 원래 목적은 유닉스에서 파생된 운영 체제를 위한 단일 사양을 정의함으로써 응용 프로그램들의 상호운용성을 제고시키고 소프트웨어 이식에 들이는 비용을 줄이는 것이다. 불, 인터내셔널 컴퓨터스 리미티드(ICL), 지멘스, 올리베티, 닉스도르프(가끔 BISON으로 불림)가 초기 구성원들이다. 필립스와 에릭슨이 나중에 곧 참가하였으며, 이 시점에 X/Open이라는 이름이 채택되었다.
이 그룹은 XPG(X/Open Portability Guide)라는 이름으로 사양을 출판한다. 이슈 1은 기본 운영 체제 인터페이스에 대해 다루며, 1년의 그룹 개설 기간 안에 게시되었다. 이어서 1987년의 이슈 2는 국제화, 터미널 인터페이스, 프로세스 간 통신, 프로그래밍 언어 C, 코볼, 포트란, 파스칼뿐 아니라 SQL 및 ISAM을 위한 데이터 접근 인터페이스로 영역을 넓혔다. 대부분이 기존 국제 표준의 프로파일이었다.
1988년 등장한 XPG3은 주로 POSIX 운영 체제 사양을 다루었다. X/Open 사양 대부분이 이것을 사용하며 영향력이 크다.
X/Open은 1993년부터, 개방 소프트웨어 재단과 병합되어 오픈 그룹이 형성된 1996년까지 유닉스 상표를 관리하였다.